# Мамистов, Василий Андреевич
Мамистов Василий Андреевич (5 февраля 1924, село Владимировка, ныне Хворостянский район, Самарская область — 22 апреля 1944, с. Маловатое, Молдавская ССР, СССР) — Герой Советского Союза, гвардии рядовой, он одним из первых перебрался на правый берег реки Ворсклы и огнём пулемета обеспечил переправу остальным бойцам.

## Биография
Мамистов Василий Андреевич — курсант гвардейского отдельного учебного батальона 89-й гвардейской стрелковой дивизии 37-й армии Степного фронта, гвардии рядовой.
Родился 5 февраля 1924 года в селе Владимировка Хворостянского района Самарской области в семье крестьянина. Русский. Окончил 6 классов в селе Натальино Безенчукского района. Он был заводилой в играх. Здесь о нём, ещё мальчишке, кто-то из стариков сказал: «Героем будет!» Повод для этого был нешуточный. Было время уборки. Работали в поле, когда в селе загорелась изба. Сбежавшиеся старики и ребята растерялись: дверь на замке, а в доме малыши. Через окно проник паренёк. Не сразу узнали в нём Васю Мамистова. А он вытаскивал из огня полуживых ребятишек. Потом он окончил школу ФЗУ в городе Сызрань. Работал на одном из заводов. Война заставила по-другому смотреть на жизнь. Он воспитывался в многодетной семье: пять сестёр, один братишка, он седьмой.
В Красную Армию призван в августе 1942 года. Участник Великой Отечественной войны с сентября 1942 года. Пулеметчик Василий Мамистов отличался в боях смелостью и умением. Начал войну с Курской битвы. Служил в батальоне 89-й гвардейской стрелковой дивизии. Со своим пулеметным расчетом Василий вовремя и эффективно поддерживал наступление стрелков. Враг сопротивлялся яростно, и в один момент на пути стрелков оказалась бронемашина. Своим огнём она прижала наступающих к земле. Василий, вооружившись гранатами, пополз навстречу к огню. Вскоре раздались взрывы, машина подбита, путь для пехоты свободен. За этот бой 6 августа 1943 года Василий Мамистов был награждён первой боевой наградой — орденом Красной Звезды.
Курсант гвардейского отдельного учебного батальона 89-й гвардейской стрелковой дивизии (37-я армия, Степной фронт) комсомолец гвардии рядовой Василий Мамистов отличился 24-27 сентября 1943 года в боях на подступах к городу Кобеляки Полтавской области Украины. Одним из первых переправился на правый берег реки Ворскла, огнём пулемёта обеспечил переправу батальона.
В бою в районе села Комендантовка Кобелякского района Полтавской области Украины с пулемётным расчётом удерживал важную высоту, отразил несколько контратак противника. В числе первых вышел к Днепру.
Указом Президиума Верховного Совета СССР от 20 декабря 1943 года за образцовое выполнение боевых заданий командования на фронте борьбы с немецко-фашистскими захватчиками и проявленные при этом мужество и героизм, гвардии рядовому Мамистову Василию Андреевичу присвоено звание Героя Советского Союза с вручением ордена Ленина и медали «Золотая Звезда» (№ 1446).
Затем отважный пулеметчик принимал участие в освобождении Молдовы. Герой Советского Союза Василий Мамистов погиб в бою за село Маловатое 22 апреля 1944 года. Похоронен в селе Суслены Оргеевского района Молдовы.
Награждён орденами Ленина, Красной Звезды.

## Память
7 декабря 1976 года имя Героя Советского Союза В. А. Мамистова присвоено средней школе № 18 города Новокуйбышевска Самарской области. В школе к 75-летию со дня рождения Героя открыт мемориал и ежегодно проводятся Мамистовские линейки. Также его именем названы улица в поселке городского типа Безенчук Самарской области и школа в селе Суслены. В родном селе Владимировка установлен бюст Героя, а в селе Суслены — мемориальная доска